# Остати ОК
Остати Ок (енгл. Staying OK) је књига самопомоћи америчког психијатра и писца Томаса Ентонија Хариса (енгл. Thomas Anthony Harris) (1910-1995) и његове супруге Ејми Бјорк Харис (енгл. Amy Bjork Harris) (1929) објављена 1995. године. На српском језику књига је објављена 1997. године. Године 2013. књига је поново објављена под насловом Осећати се ОК.

## О ауторима
- Томас Ентони Харис је рођен у Тексасу 1910. године. Био је амерички трансакциони аналитичар, дугогодишњи професор психијатрије на Универзитету Арканзас. Неко време је радио при Министарству образовања у савезној држави Вашингтон. Умро је 1995. године у Сакраменту, у Калифорнији.[4][5]
- Ејми Бјорк Харис рођена 1929. године је трансакциони аналитичар, едукатор и супервизор Међународног удружења за трансакциону анализу, предавач, новинар и публициста.[5]

## О делу
После кљиге Ја сам Ок - ти си Ок која је постигла велики успех, аутор Томас Ентони Харис је са супругом Ејми Бјорк Харис, трансакционом аналитичарком објавио наставак Остати ОК.
Харис је као трансакциони аналитичар поставио темеље трансакционе анализе која људима помаже да разумеју себе, друге и свет. Аутори се сада заједно баве темама као што су: како да остваримо осећања самопоштовањеа и самоприхватања, како да заиста будемо ОК.
Како да живот узмемо у своје руке, одстранимо бриге, страх, осећања неприпадања, потиштености...